# Begonia banaoensis
Espèce
Begonia banaoensis est une espèce de plantes de la famille des Begoniaceae. Ce bégonia est originaire de Cuba. L'espèce fait partie de la section Begonia. Elle a été décrite en 1989 par Jorge Sierra. L'épithète spécifique banaoensis fait référence à Banao, site de la réserve écologique cubaine Lomas de Banao.

## Description

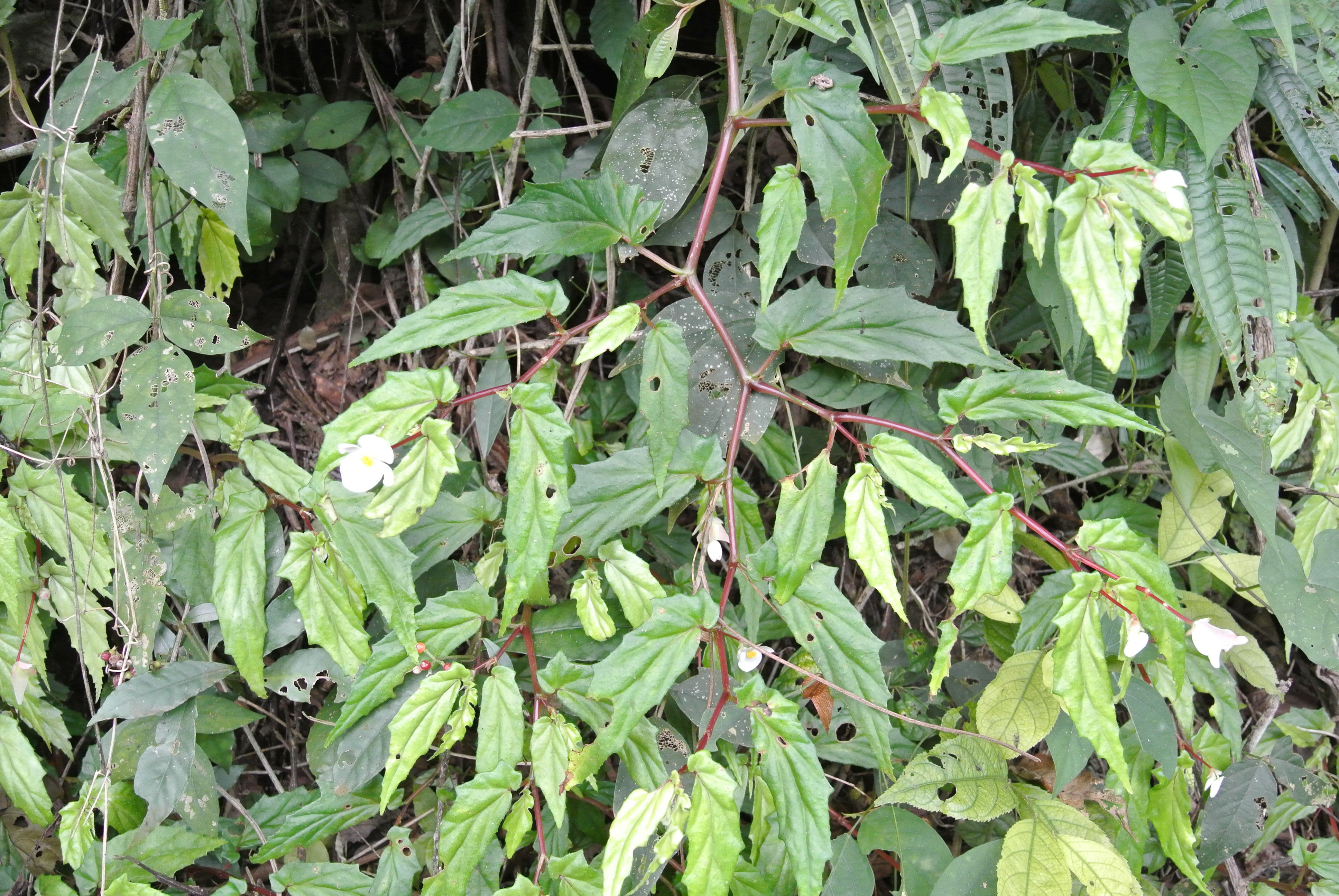
Vue d'ensemble
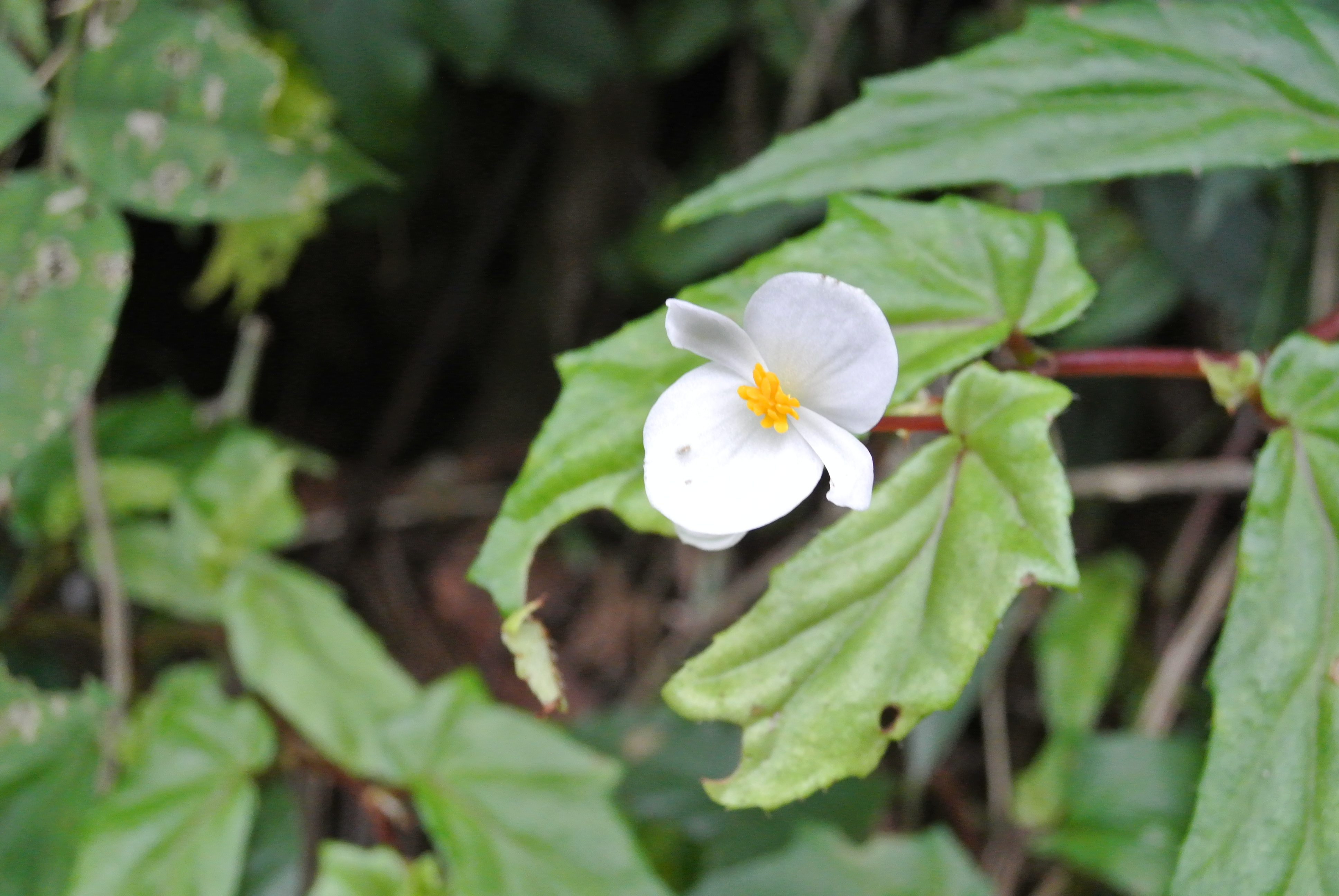
Fleur mâle
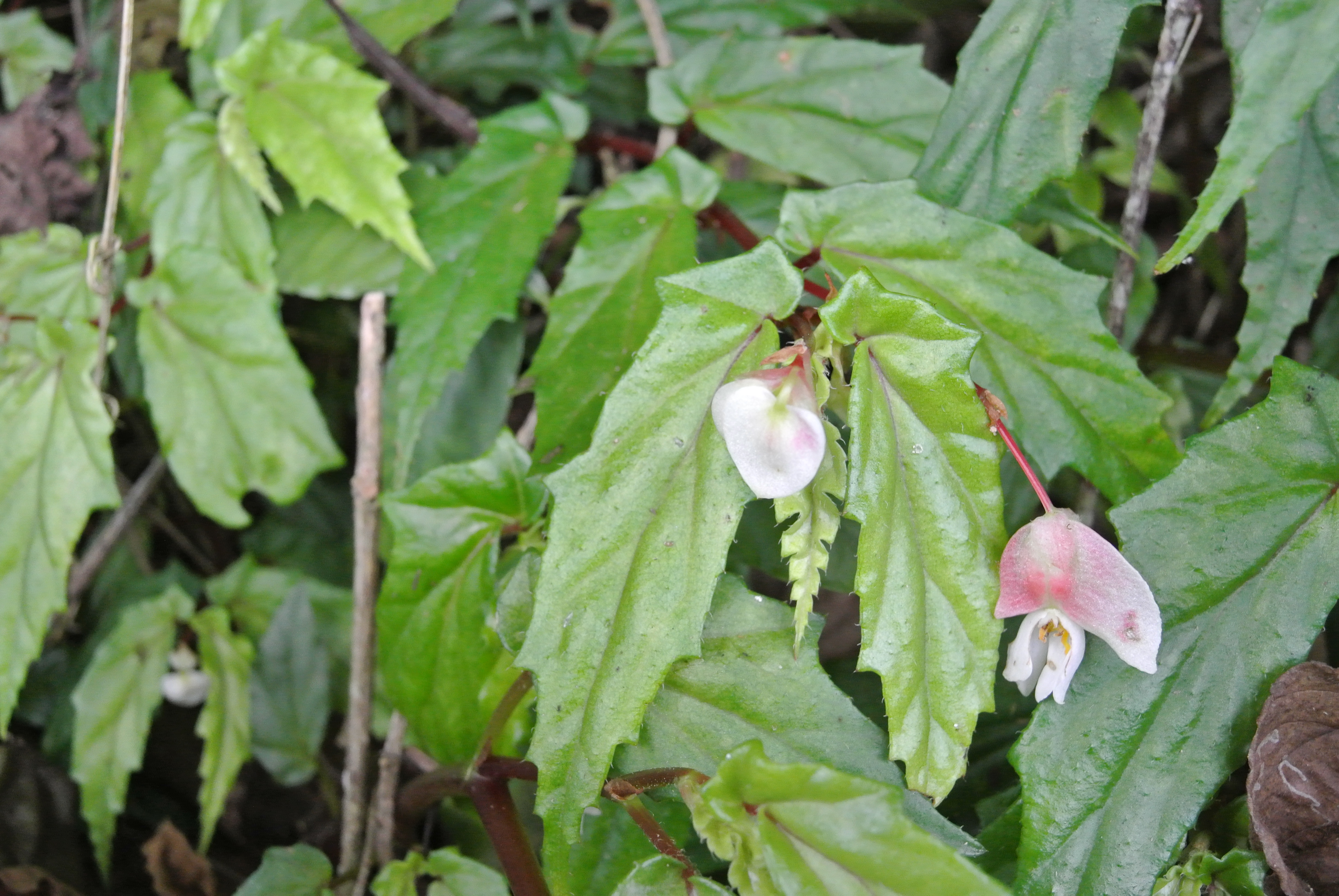
Fleur femelle

## Répartition géographique
Cette espèce est originaire de Cuba.